# Задворний Анатолій Павлович
Анато́лій Па́влович Задво́рний (нар. 7 червня 1953, с. Медвеже Вушко, Вінницька область) — український живописець. Член Національної спілки художників України (2023)..

## Біографія
Народився 7 червня 1953 року у тепер вже неіснуючому селі Нова Олександрівка на Київщині. Дитячі роки і юність пройшли попід Вінницею, у с. Медвеже Вушко (тепер Агрономічної сільської громади Вінницького району). Закінчив Тульчинський коледж скульптури та мистецтва (1979) за фахом «художник декоративно-вжиткового мистецтва».

Живе в с. Лука-Мелешківська Вінницького району.

## Творчість
Працює в галузі станкового живопису та графіки. Серед основних робіт олією на полотні: «Композиція. Варіант № 1» (2000-ні), «Квітка в космосі» (2007), «Скелі» (2018), «Агресора на кіл» (2018), «Реквієм» (2021), «Пташина історія» (2023), «Рибне свято» (2023).

Від 1992 року є учасником десятків всеукраїнських виставок у Києві, обласних центрах України, серед них — знакових персональних 2001, 2011, 2023 років у Вінниці. Займається благодійництвом. Роботи зберігаються у приватних зібраннях в США, Канаді, Ізраїлі, Німеччині тощо.
Член НСХУ з 2023 р.

|                                                           | Від його робіт пахне якоюсь дитячістю. Анатолій Задворний запрошує нас у світ космосу кохання, пристрасті та любові до Бога. Як і кожен митець, Анатолій має свою неперевершену манеру виконання, свою філософію. Техніка у нього чудова та дуже реалістична. Здається, що художник насправді бачив те, що намалював. На картинах ми бачимо людей і позаземних істот, серед яких вирує вічне сонце в гарячих і холодних кольорах. |
| — Федір Панчук, Заслужений діяч мистецтв України, 2011 р. | |